# The Story of Us (bài hát)
"The Story of Us" là ca khúc của ca sĩ-nhạc sĩ người Mỹ Taylor Swift, từ album phòng thu thứ ba của cô, Speak Now. Cùng với việc phát hành album, ca khúc đạt tới vị trí 41 trên Hot 100 và 70 trên Canadian Hot 100.

## Danh sách track
- Promo CD[1]

1. "The Story of Us" (Radio edit) – 3:36

## Bảng xếp hạng
| Bảng xếp hạng (2010)      | Vị trí cao nhất |
| ------------------------- | --------------- |
| Canada (Canadian Hot 100) | 70              |
| U.S. Billboard Hot 100    | 41              |

| Bảng xếp hạng (2011)   | Vị trí cao nhất |
| ---------------------- | --------------- |
| Bỉ (Ultratip Flanders) | 23              |